# Delma pax
Delma pax — вид геконоподібних ящірок родини лусконогових (Pygopodidae). Ендемік Австралії. 

## Поширення й екологія
Delma pax мешкають у регіоні Пілбара на північному заході Західної Австралії. Вони живуть на спініфексових луках, трапляються серед опалого листя в долинах річок.